# Гурьев, Виктор Иосифович
Ви́ктор Ио́сифович Гу́рьев (16 (29) августа 1914, Рига, Лифляндская губерния, Российская империя — 14 октября 1985, Таллин) — эстонский певец (тенор), педагог. Народный артист Эстонской ССР (1960).

## Биография
Родился в Риге в семье ткачей. В 1929 году в Нарве окончил начальную школу.
С 1937 по 1940 год играл в ансамбле мандолинистов Василия Кириллова в Таллине.
В 1940—1941 годах учился в Таллинской консерватории у Тийта Куузика. 
C 1942 по 1944 год был членом Государственного художественного ансамбля Эстонской ССР. С 1944 по 1950 год пел в Государственном академическом мужском хоре, одновременно занимаясь на отделении хорового дирижирования Таллинского музыкального училища, а затем и в Таллинской государственной консерватории.
В 1948 году окончил вокальное отделение Таллинской музыкальной школы (класс Маде Пятс), в 1949 году — отделение хорового дирижирования там же (класс Густава Эрнесакса). В 1951 году закончил Таллинскую государственную консерваторию (класс Маде Пятс и Александра Ардера).
В 1949—1968 годах — солист Театра оперы и балета «Эстония», на сцене которого пел, в частности, в партиях Юродивого и Самозванца («Борис Годунов»), Ленского («Евгений Онегин»), Германа («Пиковая дама»), Паоло («Франческа да Римини» Рахманинова), Альфреда («Травиата») и др. Одновременно выступал с исполнением советских песен, в том числе в дуэте с Георгом Отсом (вместе с аккомпаниатором Геннадием Подэльским Отс и Гурьев были удостоены первой премии на Всесоюзном конкурсе исполнителей советских песен в 1956 году). Выступал перед оперной публикой Тарту, Хельсинки, Риги, Киева, Ленинграда и Москвы.
С 1956 года преподавал в Таллинской консерватории, будучи в 1968—1970 годах заведующим кафедрой, с 1978 года — профессором, в 1970—1982 годах — её ректором. В числе его учеников — заслуженный артист Эстонской ССР Вольдемар Куслап, народный артист Эстонской ССР Иво Кууск, заслуженный артист ЭССР Илларт Орав, народная артистка СССР Ану Кааль, заслуженный артист ЭССР Вяйно Пуура.
Умер 11 октября 1985 года в Таллине. Похоронен на таллинском кладбище Метсакалмисту. Могила имеет культурно-историческое значение.

## Награды и звания
- 1954 — Заслуженный артист Эстонской ССР [1]
- 1956 — Орден «Знак Почёта» (30.12.1956)
- 1960 — Народный артист Эстонской ССР[4]
- 1965 — Медаль «За трудовую доблесть» (01.10.1965)
- 1984 — Орден Дружбы народов (28.08.1984)
- другие медали

## Семья
- Старший сын, Ростислав Викторович Гурьев (род. 29.06.1945) — певец[1].
- Младший сын, Виктор Викторович Гурьев (род. 8.10.1949) — пианист, педагог по классу фортепиано[1].